# Coupe de France féminine 2021/22
Der Wettbewerb um die Coupe de France féminine in der Saison 2021/22 ist die 21. Ausspielung des französischen Fußballpokals für Frauenmannschaften. Die Teilnahme ist nur für die Frauschaften der ersten bis dritten Liga verpflichtend. Mit einer Zahl von 888 gemeldeten Teams wurde die erst vor zwei Jahren aufgestellte Rekordmarke um fast 130 Meldungen übertroffen.
Einen echten Titelverteidiger gab es nicht, weil der Wettbewerb der vorangegangenen Spielzeit aufgrund der Corona-Pandemie nach wenigen ausgetragenen Partien abgebrochen wurde. Letzter ermittelter Pokalgewinner waren 2020 die Frauen von Olympique Lyon, die diesmal allerdings schon im Achtelfinale die Segel strichen – und das gegen Paris Saint-Germain, das in diesem Jahr seine dritte Coupe de France gewann. Dabei bezwang PSG im Finale den Zweitligisten FF Yzeure Allier Auvergne mit 8:0, dem bisher höchsten Endspielergebnis der Pokalhistorie.
Der Wettbewerb wird nach dem klassischen Pokalmodus ausgetragen; das heißt insbesondere, dass die jeweiligen Spielpaarungen ohne Setzlisten oder eine leistungsmäßige beziehungsweise ab dem Achtelfinale ohne regionale Vorsortierung der Vereine aus sämtlichen noch im Wettbewerb befindlichen Klubs ausgelost werden und lediglich ein Spiel ausgetragen wird, an dessen Ende ein Sieger feststehen muss (und sei es durch ein Elfmeterschießen – eine Verlängerung bei unentschiedenem Stand nach 90 Minuten ist nicht vorgesehen), der sich dann für die nächste Runde qualifiziert, während der Verlierer ausscheidet. Auch das Heimrecht wird für jede Begegnung durch das Los ermittelt – mit Ausnahme des Finales, das auf neutralem Platz an jährlich wechselnden Orten stattfindet –, jedoch mit der Einschränkung, dass Klubs, die gegen eine mindestens zwei Ligastufen höher spielende Elf anzutreten haben, automatisch Heimrecht bekommen.
Nach Abschluss der von den regionalen Untergliederungen des Landesverbands FFF organisierten Qualifikationsrunden greifen die diesmal nur 23 Zweitligisten in der sogenannten ersten Bundesrunde (Premier tour fédéral), die zwölf Erstligisten im Sechzehntelfinale in den Wettbewerb ein. In dieser Saison schieden fünf Erstligisten sofort aus, drei davon allerdings gegen einen Ligakonkurrenten. Mit der US Colomiers und OM Cambrai Amérique haben zwei Viertligisten als Klassentiefste das Zweiunddreißigstelfinale erreicht, in dem Colomiers sich auch durchsetzte und noch eine weitere Runde im Wettbewerb verblieb. Im Achtelfinale schieden mit der AS Monaco und dem Grand Calais Pascal FC, Nachfolgeklub des traditionsreichen Calais RUFC, die letzten beiden Drittligisten aus. Dafür gelang aber zwei Frauschaften aus der Division 2 der Einzug in das Halbfinale, wo sie aufeinander trafen und der FF Yzeure AA das Endspiel erreichte.
Die FFF hat für das Endspiel den 15. Mai 2022 im Stade Gaston-Gérard zu Dijon festgelegt:

## Zweiunddreißigstelfinale
Spiele am 12. Dezember 2021, ein Wiederholungsspiel am 9. Januar 2022.
Die Vereine der beiden höchsten Ligen sind mit D1 bzw. D2 gekennzeichnet. – i. E. = im Elfmeterschießen
| - VGA Saint-Maur (D2) – US Orléans (D2) 0:4 - AS Lattes – Le Puy Foot (D2) 2:2, 4:5 i. E. - Grenoble Foot (D2) – ES Heillecourt 7:0 - SF Orvault – FC Nantes (D2) 2:5 - SM Caen – Stade Brest (D2) 0:2 - OSC Lille (D2) – AS Beauvais 7:0 (a) - US Saint-Malo (D2) – Le Mans FC 2:0 - FC Toulouse Métropole – FC Toulouse 0:4 - EC Bastia Sud – AS Monaco 0:4 - FC Vaux La Rochette – US Saint-Vit 0:4 | - FC Montauban (D2) – ASPTT Albi Marssac (D2) 0:1 - FF Yzeure AA (D2) – FC Thonon Évian (D2) 2:2, 5:3 i. E. - FF Nîmes Métropole (D2) – OGC Nizza (D2) 0:1 - AF Rodez (D2) – FC Chassieu Décines 7:1 - Stade Auxerre – Racing Strasbourg (D2) 0:2 - Olympique Charleville Neufmanil Aiglemont – Le Havre AC (D2) 1:3 - OM Cambrai Amérique – Racing Lens (D2) 0:12 - FC Bousbecque – Grand Calais Pascal FC 1:1, 3:4 i. E. - US Colomiers – ES Trois Cités Poitiers 3:0 - FC Lorient – Quimper Kerfeunteun FC 0:0, 4:1 i. E. |

## Sechzehntelfinale
Spiele am 8./9., ein Nachholspiel am 12. Januar 2022.
| - Racing Lens (D2) – Stade Reims (D1) 1:3 - FC Nantes (D2) – EA Guingamp (D1) 2:1 - ASJ Soyaux (D1) – US Orléans (D2) 2:1 - OGC Nizza (D2) – FC Fleury (D1) 0:3 - GPSO Issy (D1) – OSC Lille (D2) 1:5 - FC Lorient – Paris FC (D1) 0:9 - Grand Calais Pascal FC – US Saint-Vit 3:0 - AS Monaco – US Colomiers 3:1 | - Girondins Bordeaux (D1) – Olympique Lyon (D1) 0:4 - AS Saint-Étienne (D1) – HSC Montpellier (D1) 2:7 - FCO Dijon (D1) – Paris Saint-Germain FC (D1) 0:0, 4:5 i. E. - US Saint-Malo (D2) – Le Havre AC (D2) 1:1, 3:4 i. E, - ASPTT Albi Marssac (D2) – Le Puy Foot (D2) 2:0 - Racing Strasbourg (D2) – Stade Brest (D2) 1:1, 6:5 i. E. - Grenoble Foot (D2) – AF Rodez (D2) 0:0, 2:3 i. E. - FF Yzeure AA (D2) – FC Toulouse 1:1, 5:4 i. E. |

## Achtelfinale
Spiele am 29./30. Januar 2022
| - Paris FC (D1) – Le Havre AC (D2) 5:1 - Racing Strasbourg (D2) – FC Fleury (D1) 1:4 - AS Monaco – Stade Reims (D1) 0:4 - Grand Calais Pascal FC – AF Rodez (D2) 0:4 | - Paris Saint-Germain FC (D1) – Olympique Lyon (D1) 3:0 - ASPTT Albi Marssac (D2) – HSC Montpellier (D1) 0:6 - ASJ Soyaux (D1) – FC Nantes (D2) 2:2, 4:3 i. E. (b) - FF Yzeure AA (D2) – OSC Lille (D2) 1:1, 5:4 i. E. |

## Viertelfinale
Spiele am 5./6. März 2022
| - Paris FC (D1) – FC Fleury (D1) 1:1, 3:4 i. E. - AF Rodez (D2) – FF Yzeure AA (D2) 0:1 | - HSC Montpellier (D1) – Paris Saint-Germain FC (D1) 1:3 - Stade Reims (D1) – FC Nantes (D2) 0:0, 0:3 i. E. |

## Halbfinale
Spiele am 26./27. März 2022
| - FF Yzeure AA (D2) – FC Nantes (D2) 2:1 | - FC Fleury (D1) – Paris Saint-Germain FC (D1) 2:4 |

## Finale
Spiel am 15. Mai 2022 im Stade Gaston-Gérard zu Dijon vor 4.596 Zuschauern
- Paris Saint-Germain FC – FF Yzeure Allier Auvergne 8:0 (6:0)

### Aufstellungen
Paris: Charlotte Voll – Ashley Lawrence, Élisa De Almeida, Paulina Dudek, Sakina Karchaoui – Laurina Fazer, Onema Grace Geyoro , Sara Däbritz – Kadidiatou Diani (Sandy Baltimore, 63.), Marie-Antoinette Katoto (Jordyn Huitema, 63.), Ramona Bachmann (Estelle Cascarino, 63.)
Trainer: Didier Ollé-Nicolle
Yzeure: Taylor Beitz – Chelsea Surpris, Clara Moreira, Christine Manie , Tifanie De Sousa (Nesrine Barka, 81.) – Tania Seddaoui, Dolores Tsadjia (Maëlys Rousset, 90.), Inès Ou Mahi – Sabine Woedikou (Rahel Shtainshnaider, 73.), Seynabou Mbengue, Maelys Goumeziane
Trainerin: Ophélie Meilleroux
Schiedsrichterin: Savina Elbour

### Tore
1:0 (3.) Katoto

2:0 (7.) Katoto

3:0 (9.) Dudek 

4:0 (11.) Lawrence

5:0 (13.) Däbritz

6:0 (31.) Katoto

7:0 (59.) Lawrence

8:0 (73.) Däbritz

### Besonderes
In der Geschichte dieses Wettbewerbs war die Frauschaft aus der zentralfranzösischen Kleinstadt Yzeure die erste, die ein Endspiel erreichte, ohne auf dem Weg dorthin auf einen Erstligisten getroffen zu sein. Dabei hatte sie in drei ihrer fünf Partien ein Elfmeterschießen zum Weiterkommen benötigt.